# Dillwynia divaricata
Dillwynia divaricata är en ärtväxtart som först beskrevs av Porphir Kiril Nicolai Stepanowitsch Turczaninow, och fick sitt nu gällande namn av George Bentham. Dillwynia divaricata ingår i släktet Dillwynia och familjen ärtväxter. Inga underarter finns listade i Catalogue of Life.